# Carrera de Botes 2003
La carrera número 149 "Boat Race" fue el 6 de abril de 2003. Celebrada anualmente, "the Boat Race" es una carrera de remo de lado a lado entre equipos de la universidad de Oxford y Cambridge recorren 4,2 millas (6,8 km) del Río Thames en el suroeste de Londres.  El liderato cambió dos veces durante la carrera, en donde Oxford ganó por un pie (30 cm), El margen más pequeño de victoria en la historia del evento. La cerrada carrera ha sido descrita como "épica", además el múltiple medallista olímpicos ganador de oro, Steve Redgrave, mencionó que la carrera fue "lo mejor que veremos en nuestras vidas".
Arbitrado por el veterano corredor de botes Boris Rankov, La carrera del 2003 fue la primera en ser organizada un domingo.  Como resultado de una colisión entre el bote de la universidad de Cambridge y un lanzamiento de bote, un miembro del equipo de Cambridge fue reemplazado dos días antes de la carrera.  Esta fue la primera carrera de botes que tiene dos conjuntos de hermanos en lados opuestos.  En la carrera de reserva Goldie venció a Isis y Oxford ganó la Women's race.

## Antecedentes
"Boat Race" es una competición de remo lado a lado entre la University of Oxford (algunas veces referidos como "Dark Blues") y la University of Cambridge (algunas veces referidos como "Light Blues").  Celebrado por primera vez en el año 1829, la carrera tomó lugar en la 4,2 millas (6,8 km) Championship Course, entre Putney y Mortlake en el río Thames en el suroeste de Londres.  La rivalidad es un importante punto de honor entre las dos universidades; es seguido por todo el Reino Unido y transmitido a todo el mundo.  Oxford regreso a la carrera del 2003 como el campeón reinante, habiendo ganado años previos por tres cuartos de longitud, pero Cambridge globalmente tiene 77 victorias y Oxford tiene 70 (excluyendo la "dead heat to Oxford by five feet" de 1877). La carrera fue patrocinada por Aberdeen Asset Management por cuarto año consecutivo, y fue la primera en ser agendada un domingo, con el fin de evitar un enfrentamiento con la emisión en vivo de Grand National.  Aunque "The Boat Race" se llevó a cabo un domingo,  la carrera había sido pospuesta desde el sábado después de una colisión entre el bote de Cambridge y una barcaza.
La primera "Women's Boat Race" tomó lugar en 1927, pero no fue un evento anual hasta los 60s.  La carrera se llevó a cabo como parte de "Henley Boat Races", pero en 2015 está programado ser celebrado en el río Thames.  La carrera de reservas, competida entre "Oxford's Isis boat" y "Cambridge's Goldie boat", se ha celebrado desde 1965.  La carrera usualmente se lleva a cabo en Tideway, antes de la principal carrera de botes.
El árbitro de la carrera fue el exremero de Oxford Boris Rankov, quien había representado a "Dark Blues" un récord de seis veces entre 1978 y 1983.  Cambridge fue entrenado por Robin Williams (por novena vez) mientras que el entrenador de Oxford era Sean Bowden, asistido por Dan Topolski.

## Equipos
Wayne Pommen, la primera opción del arco de Cambridge, se lesionó dos días antes de la carrera, rompiéndose la muñeca después de una colisión con el lanzamiento de la capitanía de puerto durante un arranque de la práctica.  Matthias Kleinz fue golpeado en la cabeza pero no requirió atención médica. El número siete de Cambridge James Livingston declaró: "Por un par de segundos pensé que iba a morir. Íbamos a toda máquina y, de repente, oí la voz de Jim. Nunca había oído mucho miedo en la voz de alguien."  Pommen era circunspecto: "Algunos de nosotros nos sentimos con suerte anoche ... al mismo tiempo, era muy frustrante y decepcionante ... pero no había punto de mal humor en la esquina."  Tres remos fueron destruidos y dos aparejadores se doblaron; el bote fue enviado a Weybridge para ser reparado.  Pommen fue reemplazado por Ben Smith, hermano de Matthew, quien estaba con el otro equipo.  No desde la carrera de 1979, se había hecho un cambio tan tarde en el "line-up" de un equipo. Junto con James y David Livingston, esta fue la primera vez en la historia de "The Boat Race" que dos pares de hermanos correrían contra el otro.
El pesaje oficial se llevó a cabo el primero de abril en el London Eye.  El equipo de Cambridge tuvo una ventaja de 7 kilogramos (15,4 lb) por miembro, representando la más larga disparidad entre equipos desde la carrera de 1990 y el más ligero de la tripulación "Dark Blue" desde 1975. Oxford se consideraron "underdogs" para la carrera. El equipo de Cambridge tenía un promedio de edad de 23, mientras que el equipo de Oxford tenía un promedio de edad de 21. El equipo de Oxford ofreció siete británicos, un australiano y un canadiense, mientras que el equipo de Cambridge consistía en cuatro británicos, dos americanos, dos alemanes y un australiano.  De Cambridge Tim Wooge, de 30 años de edad remó en lo que es su tercera carrera de botes, fue el primer presidente alemán de Cambridge University Boat Club, y el hombre más pesado de la carrera. Su Dark Blue homólogo Matthew Smith estaba en su cuarta carrera de "The Boat Race".  Robin Bourne-Taylor, Basil Dixon y Matt Smith habían remado para Oxford en la carrera del año 2002, mientras, en James Livingston, Cambridge vio un solo regreso "Blue" desde los años pasados del evento.
| Seat                                                                                 | Oxford              | Oxford       | Oxford | Oxford         | Oxford          | Oxford         | Cambridge                | Cambridge    | Cambridge | Cambridge      | Cambridge        | Cambridge          |
| Seat                                                                                 | Nombre              | Nacionalidad | Edad   | Altura         | Peso            | Colegio        | Nombre                   | Nacionalidad | Edad      | Altura         | Peso             | Colegio            |
| ------------------------------------------------------------------------------------ | ------------------- | ------------ | ------ | -------------- | --------------- | -------------- | ------------------------ | ------------ | --------- | -------------- | ---------------- | ------------------ |
| Bow                                                                                  | John Adams          | Británico    | 20     | 6′ 4″ (1,93 m) | 83 kg (13,1 st) | University     | Ben Smith                | Británico    | 19        | 6′ 3″ (1,91 m) | 85 kg (13,4 st)  | Trinity Hall       |
| 2                                                                                    | Basil Dixon         | Británico    | 21     | 6′ 2″ (1,88 m) | 93 kg (14,6 st) | Pembroke       | Kristopher Coventry      | Australiano  | 25        | 6′ 5″ (1,96 m) | 89 kg (14,0 st)  | Queens'            |
| 3                                                                                    | Samuel McLennan     | Australiano  | 23     | 6′ 2″ (1,88 m) | 90 kg (14,2 st) | Corpus Christi | Hugo Mallinson           | Americano    | 23        | 6′ 5″ (1,96 m) | 96 kg (15,1 st)  | St Catharine's     |
| 4                                                                                    | David Livingston    | Británico    | 19     | 6′ 7″ (2,01 m) | 92 kg (14,5 st) | Christ Church  | Matthias Kleinz          | Alemán       | 27        | 6′ 2″ (1,88 m) | 83 kg (13,1 st)  | Gonville and Caius |
| 5                                                                                    | Robin Bourne-Taylor | Británico    | 21     | 6′ 3″ (1,91 m) | 87 kg (13,7 st) | Christ Church  | Alexander McGarel-Groves | Británico    | 22        | 6′ 6″ (1,98 m) | 97 kg (15,3 st)  | Peterhouse         |
| 6                                                                                    | Scott Frandsen      | Canadiense   | 22     | 6′ 1″ (1,85 m) | 82 kg (12,9 st) | St Edmund Hall | Tom James                | Británico    | 19        | 6′ 3″ (1,91 m) | 86 kg (13,5 st)  | Trinity Hall       |
| 7                                                                                    | Henry Morris        | Británico    | 20     | 6′ 1″ (1,85 m) | 82 kg (12,9 st) | Magdalen       | James Livingston         | Británico    | 22        | 6′ 5″ (1,96 m) | 95 kg (15,0 st)  | St Catharine's     |
| Stroke                                                                               | Matthew Smith (P)   | Británico    | 20     | 6′ 1″ (1,85 m) | 81 kg (12,8 st) | St Anne's      | Tim Wooge (P)            | Alemán       | 30        | 6′ 7″ (2,01 m) | 100 kg (15,7 st) | Peterhouse         |
| Cox                                                                                  | Acer Nethercott     | Británico    | 25     | 5′ 8″ (1,73 m) | 55 kg (8,7 st)  | University     | James Omartian           | Americano    | 23        | 5′ 6″ (1,68 m) | 55 kg (8,7 st)   | St Catharine's     |
| - Ben Smith replaced Wayne Pommen two days before the race (P) – boat club president |                     |              |        |                |                 |                |                          |              |           |                |                  |                    |

## Descripción de la carrera

### Carrera principal

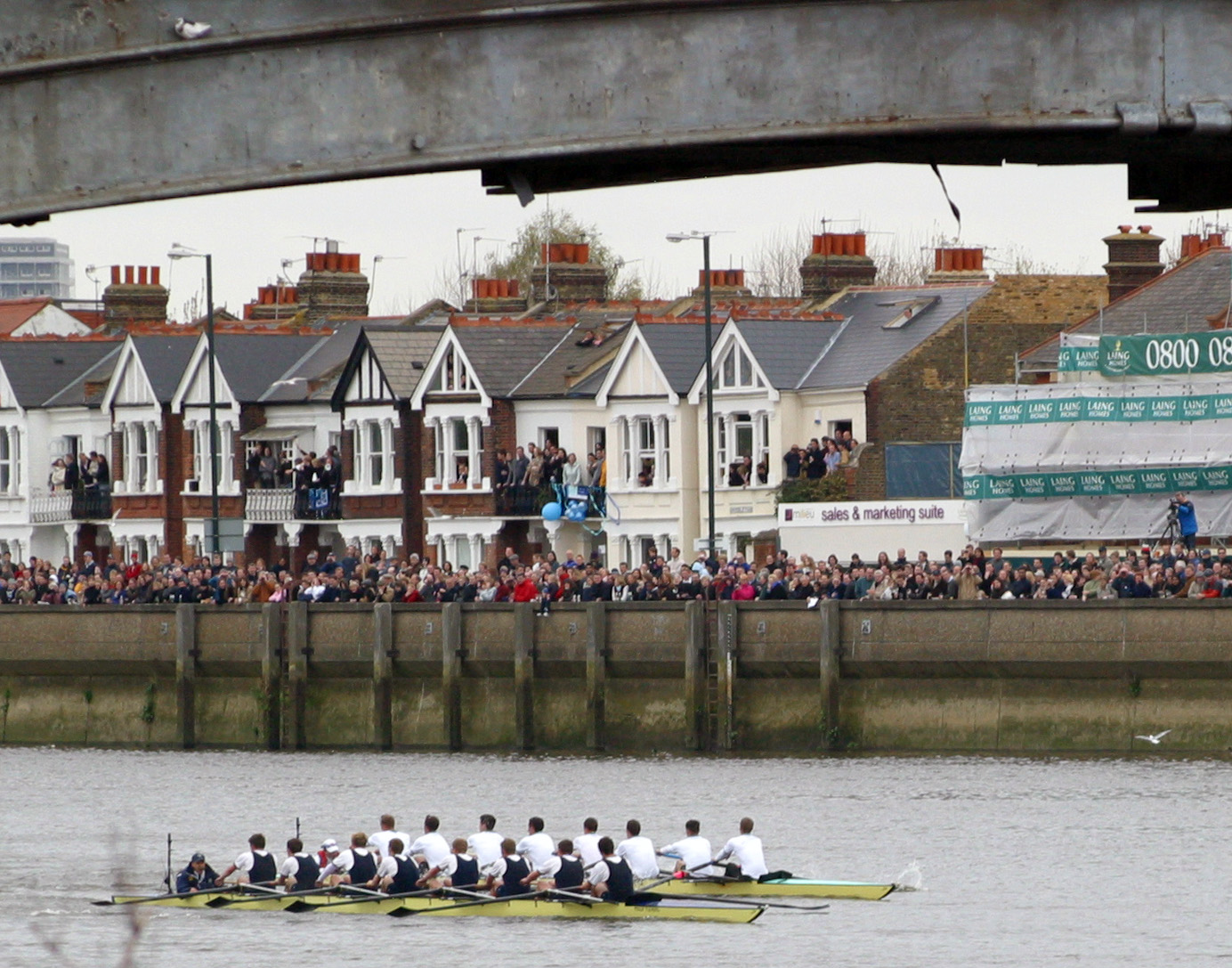
El barco de Oxford (remeros en azul oscuro) tiene una ligera ventaja ya que los tripulantes se acercan al Puente Barnes

Cambridge ganó el lanzamiento de moneda y la "Light Blue Boat Club President", Tim Wooge, fue claro: "Cambridge escogió Surrey".  Cambridge eligió empezar de la orilla meridional (la "Surrey side") de Thames, entregando el lado norte del río (la "Middlesex side") a Oxford. A la hora de la carrera, las condiciones eran nublado y ventoso.  Oxford tomó una ventaja temprana con un alto número de carrera que Cambridge ya que ambos entrenadores fueron advertidos por el árbitro para evitar un choque.  Por el poste de la milla, los "Dark Blues" iban medio de un segundo arriba. Cinco minutos en la carrera, Oxford, con un tercio de longitud de ventaja, fueron advertidos por el árbitro y alejados de la línea de carrera, y tras una serie de remeos, Cambridge tomó el liderato, adelantándose en el puente Hammersmith un segundo por delante. Oxford continuó estando cerca de Cambridge a lo largo de la mitad de la curva del curso, hacia la plaza de Chiswick Steps, y retomó el liderato en la aproximación al puente Barnes así el curso regreso a su favor. Con tres cuartos de longitud a su favor en Barnes, Oxford empezó a ser débil y Cambridge recuperó un tercio de longitud.  Con cada trazo, el bote de Cambridge le ganó a Oxford, acabando en un "sprint finish", pero los "Dark Blues" pasaron el poste final 1 pie (30,5 cm) adelante, el margen de victoria más estrecho en la historia de la carrera.
Oxford terminó con un tiempo de 18 minutos 6 segundos.  Rankov inicialmente no anunció los resultados, en vez él "extendió los brazos y encogió los hombros".  El resultado fue confirmado por Rankov al terminar el juicio Ben Kent, con un margen de gane con aproximadamente 0.05 segundos, y un anuncio a los equipos por Rankov en el puente Chiswick: "Un pié para Oxford".  James Livingston escribió para él al final: "ojos se abren y se abultan con horror. Nuestra desolación es total."
Había sido la primera vez que un equipo gana una carrera con un déficit de más que una piedra (6.4 kg) por hombre.  Fue la tercera victoria de Oxford en los cuatro años pasados y trajo el resultado global de 77 - 71 a favor de Cambridge.   Al final, siguiendo la tradición, el equipo de Oxford lanzó su cox, Acer Nethercott, al agua en celebración.

### Las mujeres y la Carrera de Reservas
En la carrera de reservas, Cambridge's Goldie venció a Oxford's Isis por nueve largos en un tiempo de 18 minutos 4 segundos, dos segundos más rápido que el bote "Blue", grabando su cuarta victoria consecutiva y su sexta en siete años. Más temprano, Oxford ganó la 58ava carrera de mujeres con un tiempo de 6 minutos 35 segundos, tres y medio largos por delante del oponente "Light Blue".  Esa carrera fue su segunda victoria consecutiva y sumó al total 38-20 a favor de Cambridge.

## Reacciones
El presidente de Oxford University Boat Club y remador Matthew Smith declaró: "Se siente fantástico y pienso que debería tomar un tiempo alcanzar este sentimiento".  Él regreso a decir: "Hemos tenido un sorprendente grupo de muchachos en esta escuadra ... pero tengo mucho respeto a Cambridge ... con un equipo más ligero hemos dado vuelta alrededor de la mayor déficit de peso en la historia." Nethercott remarcó "Yo realmente pensé que habíamos perdido.  En el espacio de unos pocos segundos fui al punto más bajo de mi vida al absoluto, éxtasis desenfrenado." El remero de Cambridge James Livingston mencionó "fue el pero margen de perder. Yo sólo puedo desear detener el perder estas épicas carreras" mientras el entrenador de Cambridge Williams describió la derrota como "golpe al corazón". Wooge estaba desilucionado: "Me quito el sombrero con Oxford, fue una carrera increíble."  Rankov después reveló: "Es la más difícil que he tenido como árbitro."
El ganador de cinco medallas olímpicas Steve Redgrave, quien presentó el trofeo al presidente victorioso, Matthew Smith, comentó en la carrera: "Recuerden esa carrera y pégenla a la memoria, porque será la mejor que veremos en toda nuestra vida." Un estimado de 400 millones de personas en el mundo vieron el evento por televisión, con 5 millones de televidentes en BBC One en el Reino Unido. La carrera fue llamada en el libro Blood Over Water, autorizado por hermanos rivales James y David Livingston.
Martin Cross, escribió en The Guardian, dijo que la carrera tuvo "un emocionante final y un renovado interés por parte del público", Christopher Dodd en The Independent llamó a la carrera "estupenda, una lucha titánica de voluntad", mientras que Rachel Quarrell de The Daily Telegraph declaró la victoria de Oxford como "épica" y comentó que "no habrá una mejor carrera de botes."  Simon Barnes de The Times describió el final: "En la línea final, la burbuja del arco de Oxford era pulgada adelante, un segundo después, era una pulgada atrás. Si la línea hubiera llegado con la finalización en lugar del principio de la carrera final de Cambridge, el resultado hubiera sido diferente."  El autor y periodista Christopher Dodd, escribió en Rowing News la carrera como "increíble" y una "titánica lucha de voluntades".